# Tribeles australis
Espèce
Tribeles australis est une espèce de la famille des Escalloniaceae. C'est la seule du genre Tribeles. 

## Description
Tribeles australis est un petits sous-arbrisseaux rampants. Les racines se développant à partir des nœuds. Toute la plante est glabre. Les feuilles sont alternes, pennées avec des bases foliaires engainantes, simples, glaucescentes. Les marges sont entières mais ostensiblement tridentées à l'extrémité de la feuille. Les fleurs sont solitaires, terminales, hermaphrodites, plus ou moins actinomorphes, pentamères ; les sépales sont fusionnés à la base, imbriqués dans le bourgeon, persistants ; les pétales apparaissant distincts, imbriqués ou légèrement contorsionnés dans le bourgeon ; les étamines sont opposées, distinctes et isomères avec les pétales, les anthères sont basifixes, dithécales et tétrasporangées ; l'ovaire est épigyne, à trois carpelles, syncarpe, triloculaire, le style est simple, les stigmate est trilobé ; les ovules fertiles sont nombreux, anatropes, unitegmes, ténuinucellés. Le fruit est une capsule coriace à plusieurs graines, ovale, loculicide, les graines restant attachées à l'axe du fruit après la déhiscence. Les graines sont petites, arrondies à obovales,.

## Répartition et habitat
Tribeles australis est originaire du Chili et de l'Argentine

## Systématique
Le nom correct complet (avec auteur) de ce taxon est Tribeles australis Phil..
Tribeles australis a pour synonymes :
- Chalepoa magellanica Hook.fil.
- Tribeles philippii Macloskie